# エディントン光度
エディントン光度(Eddington luminosity)またはエディントン限界(Eddington limit)とは、外側への放射圧と内側への重力とが釣り合う最大光度として定義される。エディントン光度を超えると、恒星は外層から非常に強い恒星風を発生する。エディントン光度の概念は、クエーサーのような降着ブラックホールの観測光度を説明するために考えられた。
もともとアーサー・エディントンは、この限界を考える時に電子散乱のみを考慮に入れていた。これは現在では、古典エディントン限界と呼ばれることもある。改良された今日のエディントン限界では、制動放射等の効果も含めて考えられる。

## 導出
この限界は、外向きの放射圧が内向きの重力の大きさと等しくなる値として与えられる。どちらの力も逆二乗則に従って減少するため、一度平衡に達すると、流体力学的流束は、恒星内部で異なることになる。
静水圧平衡におけるオイラー方程式より、平均加速度は0となる。
{\displaystyle {\frac {du}{dt}}=-{\frac {\nabla p}{\rho }}-\nabla \Phi =0}
ここで、{\displaystyle u}は速度、{\displaystyle p}は圧力、{\displaystyle \rho }は密度、{\displaystyle \Phi }は重力ポテンシャルを表している。圧力がほぼ放射圧の場合、放射束{\displaystyle F_{\rm {rad}}}に関係する。
{\displaystyle -{\frac {\nabla p}{\rho }}={\frac {\kappa }{c}}F_{\rm {rad}}\,.}
ここで、{\displaystyle \kappa }は恒星を構成する物質の不透明度である。イオン化水素に対しては、{\displaystyle \kappa =\sigma _{\rm {T}}/m_{\rm {p}}}であり、{\displaystyle \sigma _{\rm {T}}}は電子の断面でのトムソン散乱、{\displaystyle m_{\rm {p}}}は陽子の質量である。
表面積{\displaystyle S}によって制限される光度は、
{\displaystyle L=\int _{S}F_{\rm {rad}}\cdot dS=\int _{S}{\frac {c}{\kappa }}\nabla \Phi \cdot dS\,.}となる。
現在は、不透明度は一定であると考えられており、この値は積分の外に出せる。発散定理とポアソン方程式を用いると、
{\displaystyle L={\frac {c}{\kappa }}\int _{S}\nabla \Phi \cdot dS={\frac {c}{\kappa }}\int _{V}\nabla ^{2}\Phi \,dV={\frac {4\pi Gc}{\kappa }}\int _{V}\rho \,dV={\frac {4\pi GMc}{\kappa }}}
となり、ここで{\displaystyle M}は中心の物体の質量である。これがエディントン光度と呼ばれる。
純粋なイオン化水素では、
{\displaystyle {\begin{aligned}L_{\rm {Edd}}&={\frac {4\pi GMm_{\rm {p}}c}{\sigma _{\rm {T}}}}\\&\cong 1.26\times 10^{31}\left({\frac {M}{M_{\odot }}}\right){\rm {W}}=3.2\times 10^{4}\left({\frac {M}{M_{\odot }}}\right)L_{\odot }\end{aligned}}}となり、ここで{\displaystyle M_{\odot }}は太陽質量、{\displaystyle L_{\odot }}は太陽光度である。
静水圧平衡にある物体の最大光度は、エディントン光度である。光度がエディントン光度を超えた場合、放射圧は溢れ出す。一般的な誤解に反して、エディントン光度は、球対称性を必要としない。実際に、この限界は、降着円盤のような非球対象の系についても適用される。
典型的な恒星外層の環境では、電子に放射圧が働くため、陽子の質量は中心から遠ざかるように見える。陽子はトムソン散乱の影響を受けないので、その大きい質量もあり、電荷が分離して放射状の電場が形成される。外側に向かう電場が重力より強くなり、陽子を浮遊させるほどとなると、電子と陽子はどちらも排除される。

### 物質ごとに異なる限界
上記の誘導は水素プラズマの場合だが、別の環境であれば圧力のバランスも変わる。
純粋なヘリウムの大気を持つ進化中の恒星では、電場は、陽子の4倍の質量を持つヘリウム原子核（アルファ粒子）を持ち上げ、放射圧は2つの電子を動かす。そのため、純粋なヘリウムの大気を排除するためには、通常の2倍のエディントン光度が必要になる。
ブラックホールや中性子星の中のような非常に高い温度では、高エネルギーの光子が原子核や別の光子と相互作用し、電子-陽電子プラズマを形成しうる。このような状況では、陽電荷キャリアの質量は約1,836倍小さいが、陽電子にかかる放射圧は、質量当たり2倍の効率になり、必要な限界光度は約918倍になる。
エディントン光度の正確な値は、ガス層の化学組成と放射光のスペクトルエネルギー分布に依存する。水素とヘリウムが宇宙全体の存在比の組成のガスは、太陽と同じ組成比のガスよりも透明である。原子線遷移は放射圧の効果を大きくし、明るい恒星では、恒星風が強いものもある。

## 超エディントン光度
エディントン限界の現代の研究における役割は、1840年から1860年にりゅうこつ座η星で観測されたような、非常に大きな速度の質量損失に説明を与えることである。通常の恒星風では、1年当たり10-4から-3太陽質量程度の質量損失までしか説明できないが、りゅうこつ座η星のアウトバーストを理解するには、年に0.5太陽質量を超えるような質量損失が必要であった。これは、超エディントン光度の恒星風によって説明できる。
ガンマ線バースト、新星、超新星は、非常に短い時間でエディントン光度を大きく超え、非常に短い時間に強力な質量喪失が起こった例である。いくつかのX線連星や活動銀河の中には、非常に長期に渡ってエディントン光度ぎりぎりの光度を保っているものもある。降着のある中性子星や激変星では、エディントン限界によって、その光度に相当する降着に制限されている。恒星質量ブラックホールへのエディントン限界を超えた降着は、超大光度X線源の1つのモデルである。